# ردبابل
ردبابل (انگلیسی: Redbubble) شرکت تجارت الکترونیک استرالیایی است، که در سال ۲۰۰۶ تأسیس شد.